# Vaso Médici
O Vaso Médici é uma cratera monumental de mármore em forma de sino esculpido em Atenas na segunda metade do século I d.C. como um ornamento de jardim para o mercado romano. Ele está agora na Galeria Uffizi em Florença.